# Clément Berthet
Clément Berthet (* 2. August 1997 in Pierre-Bénite) ist ein französischer Radrennfahrer.

## Sportlicher Werdegang
Seine sportliche Laufbahn startete Berthet im Skilanglauf. Im Alter von 14 Jahren begann er mit dem Mountainbiken als Training für die Wintersaison, im Alter von 16 Jahren beschloss er, sich ausschließlich dem Mountainbikesport zuzuwenden. Im Jahr 2019 erreichte er mehrere Top-10-Platzierungen im U23-Weltcup, unter anderem der vierte Platz in Albstadt, der sechste Platz in Lenzerheide und zwei siebte Plätze in Val di Sole und Vallnord; in der Gesamtwertung belegte er den fünften Platz.
Zur Saison 2021 erhielt Berthet ohne Erfahrung im Straßenradsport nur aufgrund seiner Leistungsdaten einen Vertrag beim UCI ProTeam Delko. Nachdem sein Team in finanzielle Schwierigkeiten geraten war, wechselte er noch im selben Jahr zum AG2R Citroën Team. Bei der Polen-Rundfahrt 2021 erzielte er als 14. der Gesamtwertung auf Anhieb eine vordere Platzierung auf der UCI WorldTour. In den folgenden Jahren kam er mehrfach unter die Top 10 verschiedener Rennen, ein zählbarer Erfolg blieb ihm jedoch bisher verwehrt. 2023 absolvierte er mit der Tour de France seine erste Grand Tour, die er auf Platz 25 der Gesamtwertung beendete. 2024 stand er bei der Tour du Doubs und der Mercan’Tour Classic Alpes-Maritimes als jeweils Zweiter knapp vor seinem ersten Sieg.

## Privates
Clément Berthet ist liiert mit der französischen Radrennfahrerin Juliette Labous.

## Grand Tour-Platzierungen
| Grand Tour            | 2023 | 2024 | 2025 |
| --------------------- | ---- | ---- | ---- |
| Giro d’ItaliaGiro     | –    | –    | –    |
| Tour de FranceTour    | 25   | –    | 36   |
| Vuelta a EspañaVuelta | –    | 20   |      |